# Фурсов, Василий Егорович
Василий Егорович Фурсов (10 марта 1920 — 17 ноября 1943) — советский военнослужащий, участник Великой Отечественной войны, Герой Советского Союза, старшина роты 1339-го горнострелкового полка, старшина.

## Биография
Родился 10 марта 1920 года в деревне Малые Хутора Краснопольского района Могилёвской области. Член ВКП(б)/КПСС с 1943 года. Окончил 7 классов. Работал на шахте в городе Лисичанск Луганской области.
В Красной Армии с 1940 года. На фронте в Великую Отечественную войну с 1941 года.
Старшина роты 1339-го горнострелкового полка 318-й горнострелковой дивизии 18-й армии Северо-Кавказского фронта Василий Фурсов отличился при форсировании Керченского пролива в ночь на 1 ноября 1943 года.
В составе передовой десантной группы в штормовую погоду высадился в районе посёлка Эльтиген. При захвате плацдарма незаметно под огнём противника подкрался к вражескому доту и уничтожил его расчёт. Закрепившись на плацдарме, участвовал в отражении контратак противника. Когда во время особо мощной атаки противники вклинились в наши боевые порядки, старшина Фурсов возглавил фланговый удар по противнику. Наши воины смяли врага, выбили его из окопа и отбросили. При этом сам Фурсов уничтожил 8 фашистов. Враг продолжал яростно нажимать. Позиции советских десантников подвергались артиллерийско-миномётному обстрелу, бомбёжкам с воздуха. В чрезвычайно напряжённый момент, когда нависла угроза того, что противники могут смять передовые заслоны десантных войск, Фурсов возглавил бойцов и повёл в контратаку.
Указом Президиума Верховного Совета СССР от 17 ноября 1943 года за мужество, отвагу и героизм, проявленные в боях, старшине Фурсову Василию Егоровичу присвоено звание Героя Советского Союза.
Погиб в бою на Эльтигенском плацдарме 17 ноября 1943 года. Похоронен на месте боёв.
Награждён орденом Ленина.